# Bušizam
Bušizam (eng. bushism) je neologizam koji označava mnogobrojne neobične riječi, fraze,
izgovore te niz semantičkih i lingvističkih pogrešaka koje su izgovorili bivši američki predsjednik 
George W. Bush, te u manjoj mjeri njegov otac George H. W. Bush.
Izraz je postao dio popularne kulture, te su na osnovu njega stvorene mnoge internetske stranice i knjige, te se često koristi da karikira dotična dva predsjednika.

## Poznati "bušizmi"
- "Želim zahvaliti svima koji su izdvojili vremena da svjedoče mojem vješanju." – prilikom predstavljanja svojeg portreta u Austinu[2]

- "Znam da ljudi i ribe mogu suživjeti u miru."[3]

- "Naši neprijatelji su inovativni, te imaju resurse, kao i mi. Nikad ne prestaju smišljati načine kako da naškode našoj zemlji i našim ljudima, kao ni mi."[4]

- "Onda se probudite u srednjoj školi te shvatite da je razina nepismenosti naše djece užasna."[2]